# Ingrid Guardiola
Ingrid Guardiola Sánchez (Gerona, 1980) es una, realizadora, productora y ensayista española.

## Trayectoria
Ingrid Guardiola se doctoró en Humanidades por la Universidad Pompeu Fabra y desde 2010 es profesora asociada del grado de Comunicación Cultural (Documental creativo, Nuevos formatos televisivos y Creación audiovisual) en la Universidad de Girona. Desde 2016 es miembro del Consejo de Cultura del Ayuntamiento de Barcelona. Los temas sobre los que trabaja son la cultura audiovisual vinculada a la desigualdad, la tecnología, el género y la cultura.
Coordina el MINIPUT (Muestra de Televisión de Calidad) desde 2002. Desde 2001 colabora con el Centro de Cultura Contemporánea de Barcelona (CCCB) mediante Soy Cámara Online, proyecto de ensayo audiovisual que desde 2010 hasta 2015 se emitió en la cadena de televisión La2 de TVE (se puede acceder en Youtube y Betevé con el título de Pantallas CCCB). Ha participado en iniciativas como TVLata  y el Canal Cultural de TVE y promueve la web www.pioneresdelcinema.cat, un proyecto que investiga sobre las profesionales del cine. Ha trabajado en varios festivales de cine como el Festival de Cine de Sitges.
En 2017 estreno su primer largometraje, Casa de ningú (Casa de nadie), un docu-ensayo donde se reflexiona sobre la memoria, la productividad y el trabajo tomando como referencia dos comunidades envejecidas, una residencia de gente mayor a un barrio de Barcelona y una antigua colonia minera en León. El filme formó parte del Festival Internacional de cine de Gijón, del Festival Internacional de Cine de Guadalajara en México y del De A Film Festival Barcelona, entre otros.
El 2018 publicó El ojo y la navaja, un ensayo sobre el mundo como interfaz, en que reflexiona sobre como la dinámica contemporánea de la hiperconnexión digital permanente, ha diluido el mundo público y el mundo privado, y la relación entre tecnología y trabajo.

## Obra publicada
- 2018: El ojo y la navaja (Arcadia)[8]

## Premios
- 2019 - Premio Crítica Sierra de oro de ensayo por El ojo y la navaja